# Kun Can

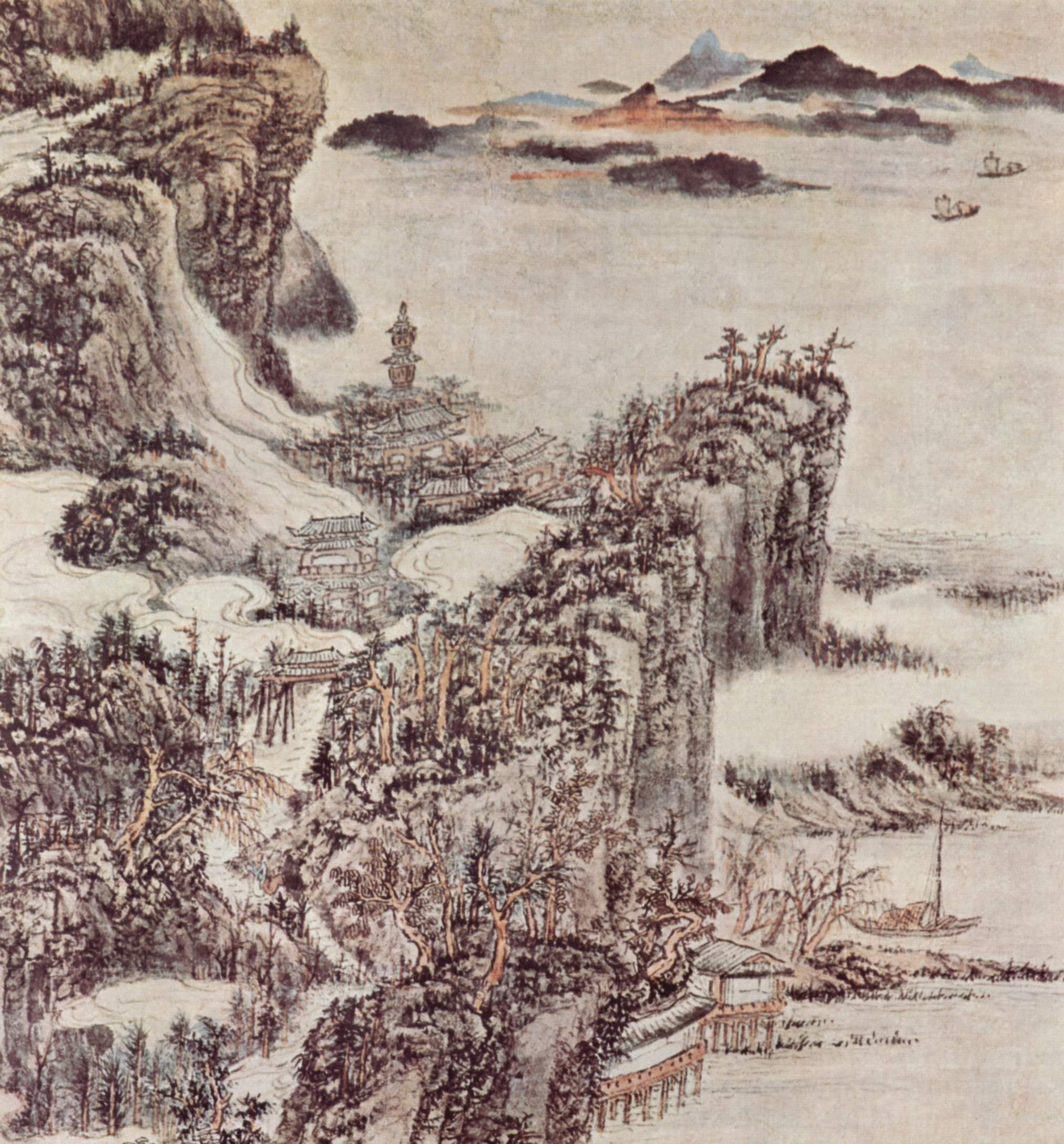
Kun Can, Świątynia Bao’en

Kun Can (chiń. upr. 髡残; chiń. trad. 髡殘; pinyin Kūn Cán; ur. 1612, zm. 1673) – chiński malarz, tworzący we wczesnych latach panowania dynastii Qing, jeden z najwybitniejszych artystów tego okresu.

## Biografia
Pochodził z Hunanu. Podobnie jak współcześni mu Zhu Da i Shitao był pod głębokim wpływem buddyzmu chan; do klasztoru wstąpił w 1638 roku i przyjął dharmiczne imię Zutang Dagao (祖堂大杲). W 1658 roku został spadkobiercą Dharmy mistrza chan Juelanga Daoshenga (1592–1659). Większość życia spędził w różnych ośrodkach religijnych, wśród intelektualistów, którzy wycofali się z życia oficjalnego po upadku dynastii Ming. Najbardziej religijny wśród wczesnych mistrzów qingowskich, na starość został opatem klasztoru w Nankinie. Opisywany jako człowiek prosty, bezstronny, głęboko moralny i pozbawiony ambicji. Ze względu na swój przydomek (Shixi, 石谿, dosł. Kamienny Strumyk) nazywany wraz z Shitao (石涛, Kamienna Fala) Dwa kamienie; nie wiadomo jednak czy byli przyjaciółmi.
Malował suchym pędzlem, jakby nieporadnie, nie starając się zadowolić widzów. Jego obrazy są dość posępne, mocno wypełnione elementami, złożone i kontrastowe; równocześnie zaś przebija przez nie pewna szczerość, która może się wiązać z charakterem autora. Odbija się w nich własne doświadczenie, osobisty kontakt z przyrodą. Zbliża to Kun Cana do mistrzów malarstwa songowskiego.